# Nati nel 1980/Settembre
| Questa pagina contiene informazioni ricavate automaticamente dalle voci biografiche con l'ausilio del template Bio e di un bot. L'aggiornamento è periodico e automatico e ricostruisce completamente la pagina. Se manca una persona in questa lista, sei pregato di non aggiungerla, ma accertati piuttosto che la sua voce biografica contenga il template Bio e che i dati anagrafici siano correttamente compilati. Se il template Bio manca, inseriscilo tu stesso o, in alternativa, metti l'avviso {{tmp\|Bio}} che ne segnala la mancanza. Se i dati riportati sono sbagliati, correggi direttamente la voce biografica; le modifiche saranno visibili in questa lista entro pochi giorni. Per chiarimenti vedi il progetto biografie. La lista contiene solo le 410 persone che sono citate nell'enciclopedia e per le quali è stato implementato correttamente il template Bio. Pagina aggiornata al 18 ago 2025. |

- 1º settembre - Tutku Açık, allenatore di pallacanestro e ex cestista turco
- 1º settembre - Sammy Adjei, ex calciatore ghanese
- 1º settembre - Alessandro Bencaster, ex cestista italiano
- 1º settembre - Lætitia Dosch, attrice francese
- 1º settembre - Ye Guangfu, astronauta cinese
- 1º settembre - Sherko Haji-Rasouli, ex giocatore di football americano iraniano
- 1º settembre - Matthew Jones, ex calciatore gallese
- 1º settembre - Man Hei Chan, calciatore macaense
- 1º settembre - Ryan Mendez, musicista statunitense
- 1º settembre - Nabiha, cantante danese
- 1º settembre - Alessandro Noselli, ex calciatore italiano
- 1º settembre - Nikolaj Padius, ex cestista russo
- 1º settembre - Mike Pierce, artista marziale misto statunitense
- 1º settembre - Lara Pulver, attrice britannica
- 1º settembre - Chris Riggott, ex calciatore inglese
- 2 settembre - Daniel Edusei, ex calciatore ghanese
- 2 settembre - Christobal Gilharry, calciatore beliziano
- 2 settembre - Mark Guiliana, batterista, compositore e produttore discografico statunitense
- 2 settembre - Simone Kuhn, giocatrice di beach volley svizzera
- 2 settembre - Diego Modrušan, ex pallamanista croato
- 2 settembre - Moatasem Salem, ex calciatore egiziano
- 2 settembre - Danny Shittu, ex calciatore nigeriano
- 2 settembre - Atte-Oudeyi Zanzan, ex calciatore togolese
- 3 settembre - Daniel Bilos, ex calciatore argentino
- 3 settembre - B.G., rapper statunitense
- 3 settembre - Jenny Han, scrittrice e produttrice cinematografica statunitense
- 3 settembre - Cone McCaslin, cantautore, bassista e produttore discografico canadese
- 3 settembre - Alina Nedelea, attrice rumena
- 3 settembre - Carsten Rothenbach, ex calciatore tedesco
- 3 settembre - Palina Smolava, cantante bielorussa
- 3 settembre - Noh Alam Shah, calciatore singaporiano
- 4 settembre - Rui Baião, ex calciatore portoghese
- 4 settembre - Michael Beale, allenatore di calcio inglese
- 4 settembre - Jean Bouli, ex calciatore camerunese
- 4 settembre - Martin Ericsson, ex calciatore svedese
- 4 settembre - Rebecca Fiorese, hockeista su ghiaccio italiana
- 4 settembre - David Garrett, violinista e compositore tedesco
- 4 settembre - Lim Yo-hwan, videogiocatore sudcoreano
- 4 settembre - Pat Neshek, giocatore di baseball statunitense
- 4 settembre - Hitomi Shimatani, cantante giapponese
- 4 settembre - Sergey Çuykov, ex giocatore di calcio a 5 azero
- 4 settembre - Mirela Țugurlan, ex ginnasta rumena
- 5 settembre - Lukáš Adam, ex calciatore ceco
- 5 settembre - Franco Costanzo, ex calciatore argentino
- 5 settembre - Karel D'Haene, ex calciatore belga
- 5 settembre - Alexandros Garpozīs, allenatore di calcio e ex calciatore cipriota
- 5 settembre - Guido Giacomelli, scialpinista italiano
- 5 settembre - Jakob Kehlet, arbitro di calcio danese
- 5 settembre - Pita Limjaroenrat, politico e dirigente d'azienda thailandese
- 5 settembre - Omar López, ex cestista messicano
- 5 settembre - Marianna Madia, politica italiana
- 5 settembre - Stefán Logi Magnússon, ex calciatore islandese
- 5 settembre - Francisco Javier Muñoz, allenatore di calcio e ex calciatore spagnolo
- 5 settembre - Samuel Peter, pugile nigeriano
- 5 settembre - Alex Pinardi, allenatore di calcio e ex calciatore italiano
- 5 settembre - Riccardo Taddei, ex calciatore italiano
- 5 settembre - Håkon Wibe-Lund, allenatore di calcio e ex calciatore norvegese
- 6 settembre - Clemens Doppler, giocatore di beach volley austriaco
- 6 settembre - Jillian Hall, wrestler e cantante statunitense
- 6 settembre - Vesa Kallio, pilota motociclistico finlandese
- 6 settembre - John Kanyi, ex mezzofondista keniota
- 6 settembre - Kerry Katona, cantante e personaggio televisivo britannica
- 6 settembre - Helen Reeves, canoista britannica
- 6 settembre - Ricardo Jorge, ex calciatore portoghese
- 6 settembre - Joseph Yobo, allenatore di calcio e ex calciatore nigeriano
- 6 settembre - Maik dos Santos, pallamanista brasiliano
- 7 settembre - Raj Bhavsar, ginnasta statunitense
- 7 settembre - Nigar Camal, cantante azera
- 7 settembre - Sara Carrigan, ex ciclista su strada e pistard australiana
- 7 settembre - Emre Belözoğlu, allenatore di calcio, dirigente sportivo e ex calciatore turco
- 7 settembre - Marco Grazzini, attore canadese
- 7 settembre - Alex Hassell, attore britannico
- 7 settembre - Eduard Lewandowski, hockeista su ghiaccio tedesco
- 7 settembre - Patrice Luzi, ex calciatore francese
- 7 settembre - Gabriel Milito, allenatore di calcio e ex calciatore argentino
- 7 settembre - Javad Nekounam, allenatore di calcio e ex calciatore iraniano
- 7 settembre - Alassane Ouédraogo, ex calciatore burkinabé
- 7 settembre - J. D. Pardo, attore e modello statunitense
- 7 settembre - Rubén Serrano, attore spagnolo
- 7 settembre - Rikke Skov, ex pallamanista danese
- 7 settembre - Shamell Stallworth, cestista statunitense
- 7 settembre - Patxi Usobiaga, arrampicatore spagnolo
- 8 settembre - Justin Dawano, ex calciatore francese
- 8 settembre - Attila Hadnagy, ex calciatore rumeno
- 8 settembre - Eric Hutchinson, cantautore e chitarrista statunitense
- 8 settembre - Martin Kasálek, allenatore di calcio e ex calciatore ceco
- 8 settembre - Mbulaeni Mulaudzi, mezzofondista sudafricano († 2014)
- 8 settembre - Lungisani Ndlela, ex calciatore sudafricano
- 8 settembre - Luigi Pieroni, ex calciatore belga
- 8 settembre - Daniel Steiner, allenatore di hockey su ghiaccio e ex hockeista su ghiaccio svizzero
- 8 settembre - Slim Thug, rapper statunitense
- 9 settembre - Ragnhild Aamodt, ex pallamanista norvegese
- 9 settembre - Félix Brillant, ex calciatore canadese
- 9 settembre - Isabelle Caro, modella e attrice teatrale francese († 2010)
- 9 settembre - Václav Drobný, calciatore ceco († 2012)
- 9 settembre - Marko Elez, pallanuotista croato
- 9 settembre - Vitalij Grišin, allenatore di calcio e ex calciatore russo
- 9 settembre - Steffen Hofmann, ex calciatore tedesco
- 9 settembre - Sergeý Kozyulïn, calciatore kazako
- 9 settembre - Tomáš Kučera, ex calciatore ceco
- 9 settembre - Jani Liimatainen, chitarrista finlandese
- 9 settembre - Sebastiano Peruzzo, ex arbitro di calcio italiano
- 9 settembre - Denise Quiñones, modella portoricana
- 9 settembre - Teemu Rannikko, allenatore di pallacanestro e ex cestista finlandese
- 9 settembre - Steeve Théophile, ex calciatore francese
- 9 settembre - Michelle Williams, attrice statunitense
- 9 settembre - January Ziambo, ex calciatore zambiano
- 10 settembre - Mai Aizawa, ex calciatrice giapponese
- 10 settembre - Massimiliano Caputo, ex calciatore italiano
- 10 settembre - Adama Coulibaly, ex calciatore maliano
- 10 settembre - Aljaksandr Danilaŭ, ex calciatore bielorusso
- 10 settembre - Markus Daun, ex calciatore tedesco
- 10 settembre - Timothy Goebel, ex pattinatore artistico su ghiaccio statunitense
- 10 settembre - Nam Le, giocatore di poker statunitense
- 10 settembre - Roger Mason, ex cestista statunitense
- 10 settembre - Trevor Murdoch, wrestler statunitense
- 10 settembre - Khalid Masoud al-Nasr, ex cestista qatariota
- 10 settembre - Marina Rebeka, soprano lettone
- 10 settembre - Raema Lisa Rumbewas, sollevatrice indonesiana († 2024)
- 10 settembre - Tahar Tamsamani, ex pugile marocchino
- 10 settembre - Judit Varga, politica e avvocato ungherese
- 10 settembre - Mikey Way, bassista statunitense
- 11 settembre - Mike Comrie, ex hockeista su ghiaccio canadese
- 11 settembre - Aleksandr Korneev, ex pallavolista russo
- 11 settembre - Christophe Le Mével, ex ciclista su strada francese
- 11 settembre - Maura Leone, attrice italiana
- 11 settembre - David McPartland, dirigente sportivo e ex ciclista su strada australiano
- 11 settembre - Antônio Pizzonia, pilota automobilistico brasiliano
- 11 settembre - Julien Sablé, allenatore di calcio, dirigente sportivo e ex calciatore francese
- 11 settembre - Matt Zemlin, attore e produttore cinematografico tedesco
- 12 settembre - Roda Antar, allenatore di calcio e ex calciatore libanese
- 12 settembre - Jure Balažič, dirigente sportivo e ex cestista sloveno
- 12 settembre - Wendell Bryant, ex giocatore di football americano statunitense
- 12 settembre - Steven Caldwell, ex calciatore scozzese
- 12 settembre - Dave Chisnall, giocatore di freccette inglese
- 12 settembre - Christiane Huth, canottiera tedesca
- 12 settembre - Gus G., chitarrista greco
- 12 settembre - Richie Partridge, ex calciatore irlandese
- 12 settembre - Hiroyuki Sawano, compositore, musicista e pianista giapponese
- 12 settembre - Stuart Semple, artista e critico d'arte britannico
- 12 settembre - Angelo Spagnulo, militare italiano († 2005)
- 12 settembre - Małgorzata Stroka, schermitrice polacca
- 12 settembre - Josef Vašíček, hockeista su ghiaccio ceco († 2011)
- 12 settembre - Yao Ming, ex cestista cinese
- 13 settembre - Keith Joseph Andrews, allenatore di calcio e ex calciatore irlandese
- 13 settembre - Curtis Borchardt, ex cestista statunitense
- 13 settembre - Cristiana Capotondi, attrice e dirigente sportiva italiana
- 13 settembre - Jason Cook, attore, produttore cinematografico e regista statunitense
- 13 settembre - Yuri da Cunha, cantante angolano
- 13 settembre - Eduardo Dias, ex giocatore di calcio a 5 brasiliano
- 13 settembre - Bassam Dâassi, ex calciatore tunisino
- 13 settembre - Masaki Fukai, ex calciatore giapponese
- 13 settembre - Kathrin Holz, schermitrice tedesca
- 13 settembre - Han Chae-young, attrice sudcoreana
- 13 settembre - Abass Lawal, allenatore di calcio e ex calciatore nigeriano
- 13 settembre - Daisuke Matsuzaka, giocatore di baseball giapponese
- 13 settembre - Alexander Ødegaard, ex calciatore norvegese
- 13 settembre - Gilberto Ribeiro Gonçalves, ex calciatore brasiliano
- 13 settembre - Karl Robinson, allenatore di calcio e ex calciatore inglese
- 13 settembre - Nicky Salapu, calciatore samoano americano
- 13 settembre - Ricardo Santos Lago, ex calciatore brasiliano
- 13 settembre - Ben Savage, attore statunitense
- 13 settembre - Simone Tiberti, pallavolista italiano
- 13 settembre - Riccardo Trombetta, autore televisivo, conduttore televisivo e produttore televisivo italiano
- 13 settembre - Tomáš Zápotočný, ex calciatore ceco
- 14 settembre - Nicolas Beney, ex calciatore svizzero
- 14 settembre - Steven Canals, sceneggiatore, produttore televisivo e regista statunitense
- 14 settembre - Daniele Di Resta, ex arbitro di calcio a 5 italiano
- 14 settembre - Luca Galletti, velocista italiano
- 14 settembre - Luis Horna, ex tennista peruviano
- 14 settembre - Matti Kovler, compositore russo
- 14 settembre - Mauro Meconi, attore italiano
- 14 settembre - Elton Muçollari, ex calciatore e giocatore di calcio a 5 albanese
- 14 settembre - Ayo, cantautrice tedesca
- 14 settembre - Ivan Radeljić, allenatore di calcio e ex calciatore bosniaco
- 14 settembre - Layne Ulmer, ex hockeista su ghiaccio canadese
- 15 settembre - David Diehl, ex giocatore di football americano statunitense
- 15 settembre - Mike Dunleavy, dirigente sportivo e ex cestista statunitense
- 15 settembre - Jung Gil-ok, schermitrice sudcoreana
- 15 settembre - Marc Lauenstein, orientista svizzero
- 15 settembre - Johan Roijakkers, allenatore di pallacanestro e ex cestista olandese
- 15 settembre - Domenico Spada, ex pugile italiano
- 15 settembre - Jolin Tsai, cantante taiwanese
- 15 settembre - Ben Woolf, attore statunitense († 2015)
- 16 settembre - Gaia Bermani Amaral, attrice, conduttrice televisiva e ex modella italiana
- 16 settembre - Federico Cappellazzo, ex nuotatore italiano
- 16 settembre - Marcos Gelabert, ex calciatore argentino
- 16 settembre - Jadel Gregório, triplista e lunghista brasiliano
- 16 settembre - Martin Horák, ex calciatore ceco
- 16 settembre - Special D, disc jockey tedesco
- 16 settembre - Mbulelo Mabizela, ex calciatore sudafricano
- 16 settembre - Lukáš Melich, martellista ceco
- 16 settembre - Olivier Nzuzi, ex calciatore della Repubblica Democratica del Congo
- 16 settembre - Daichi Sawano, astista giapponese
- 16 settembre - Alessandro Vanotti, ex ciclista su strada italiano
- 16 settembre - Radoslav Zabavník, ex calciatore slovacco
- 16 settembre - Patrik Štefan, ex hockeista su ghiaccio ceco
- 17 settembre - Linos Chalwe, ex calciatore zambiano
- 17 settembre - Eddy Fobbs, ex cestista statunitense
- 17 settembre - Dan Haren, ex giocatore di baseball statunitense
- 17 settembre - Pavel Košťál, calciatore ceco
- 17 settembre - Markus Krösche, dirigente sportivo, allenatore di calcio e ex calciatore tedesco
- 17 settembre - Valerij Leonov, ex calciatore russo
- 17 settembre - Shabana Mahmood, politica britannica
- 17 settembre - Vita Martinciglio, politica italiana
- 17 settembre - Peeta, artista, pittore e scultore italiano
- 17 settembre - Gonzalo Peralta, calciatore argentino († 2016)
- 17 settembre - Lukáš Slavický, ex ballerino ceco
- 17 settembre - Curtis Tomasevicz, bobbista statunitense
- 18 settembre - Adeel Akhtar, attore britannico
- 18 settembre - Ahmed Al-Bahri, ex calciatore saudita
- 18 settembre - Ludovic Assemoassa, ex calciatore togolese
- 18 settembre - Stefan Buck, allenatore di calcio e ex calciatore tedesco
- 18 settembre - Bruno Candé, attore portoghese († 2020)
- 18 settembre - Ilan Araújo Dall'Igna, ex calciatore brasiliano
- 18 settembre - Stephen John Foster, ex calciatore inglese
- 18 settembre - Magdalena Grabowska, schermitrice polacca
- 18 settembre - Michal Hanek, calciatore slovacco
- 18 settembre - Carolin Hingst, astista tedesca
- 18 settembre - Jimmy Napes, cantautore, paroliere e produttore discografico britannico
- 18 settembre - Aleksandra Petrova, modella russa († 2000)
- 18 settembre - Julien Senderos, ex cestista svizzero
- 18 settembre - Julien Stéphan, allenatore di calcio e ex calciatore francese
- 18 settembre - Bernard Vajdič, ex sciatore alpino sloveno
- 18 settembre - Petri Virtanen, ex cestista e allenatore di pallacanestro finlandese
- 18 settembre - Charity Wakefield, attrice inglese
- 18 settembre - Mariem Zbidi, ex cestista tunisina
- 19 settembre - Edmond Azemi, dirigente sportivo e ex cestista kosovaro
- 19 settembre - J.R. Bremer, ex cestista e allenatore di pallacanestro statunitense
- 19 settembre - Phillip Buchanon, ex giocatore di football americano statunitense
- 19 settembre - Adrian Cann, ex calciatore e ex giocatore di calcio a 5 canadese
- 19 settembre - Teboho Edkins, regista statunitense
- 19 settembre - James Ellison, pilota motociclistico britannico
- 19 settembre - Roland Fischnaller, snowboarder italiano
- 19 settembre - Anthony Gardner, ex calciatore inglese
- 19 settembre - Asier Goiria, ex calciatore spagnolo
- 19 settembre - Wolfgang Hell, ex sciatore alpino italiano
- 19 settembre - Hong Soon-hak, ex calciatore sudcoreano
- 19 settembre - Frances Houghton, canottiera britannica
- 19 settembre - Salem Khamis, calciatore emiratino
- 19 settembre - Miroslava Knapková, canottiera ceca
- 19 settembre - Giōrgos Kōnstantī, ex calciatore cipriota
- 19 settembre - Amber Lancaster, modella e attrice statunitense
- 19 settembre - Kevin MacPhee, giocatore di poker statunitense
- 19 settembre - Tanya Reichert, attrice canadese
- 19 settembre - Oliver Risser, ex calciatore namibiano
- 19 settembre - Sergej Ryžikov, ex calciatore russo
- 19 settembre - Curt Toppel, ex pallavolista statunitense
- 19 settembre - Andy Turner, ex ostacolista britannico
- 19 settembre - Dimitri Yachvili, ex rugbista a 15 e opinionista francese
- 20 settembre - Erick Acevedo, ex giocatore di calcio a 5 guatemalteco
- 20 settembre - Ademar Tavares Júnior, ex calciatore brasiliano
- 20 settembre - Euridice Axen, attrice italiana
- 20 settembre - Mariacarla Boscono, supermodella e attrice teatrale italiana
- 20 settembre - Ryan Donowho, attore e musicista statunitense
- 20 settembre - Vaughn Gittin, pilota automobilistico statunitense
- 20 settembre - Łukasz Kadziewicz, ex pallavolista polacco
- 20 settembre - Vladimir Karpec, ex ciclista su strada e pistard russo
- 20 settembre - Robert Koren, allenatore di calcio e ex calciatore sloveno
- 20 settembre - Gustav Larsson, ex ciclista su strada svedese
- 20 settembre - Mechelle Lewis, velocista statunitense
- 20 settembre - Yung Joc, rapper statunitense
- 20 settembre - Judith Schalansky, scrittrice tedesca
- 20 settembre - Luc Thimmesch, ex calciatore lussemburghese
- 20 settembre - Vladimir Torbica, allenatore di calcio e ex calciatore serbo
- 20 settembre - Igor Vori, allenatore di pallamano, dirigente sportivo e ex pallamanista croato
- 20 settembre - Madison Young, ex attrice pornografica, regista e scrittrice statunitense
- 21 settembre - Dejan Grabić, allenatore di calcio e ex calciatore sloveno
- 21 settembre - Anđa Jelavić, ex cestista croata
- 21 settembre - Kareena Kapoor, attrice indiana
- 21 settembre - Aleksa Palladino, attrice e cantante statunitense
- 21 settembre - Autumn Reeser, attrice statunitense
- 21 settembre - Gerolamo Sacco, cantautore, compositore e produttore discografico italiano
- 21 settembre - Tomas Scheckter, pilota automobilistico sudafricano
- 21 settembre - Tewodros Shiferaw, ex siepista e ex mezzofondista etiope
- 21 settembre - Mortan úr Hørg, ex calciatore faroese
- 22 settembre - Inio Asano, fumettista giapponese
- 22 settembre - Marina BerBeryan, stilista, giornalista e attrice statunitense
- 22 settembre - Vladimir Djačok, ex cestista russo
- 22 settembre - Nick Gage, wrestler statunitense
- 22 settembre - Juan Diego González, calciatore colombiano († 2020)
- 22 settembre - Ty Harrelson, allenatore di pallacanestro e ex cestista statunitense
- 22 settembre - Sandra Smith, conduttrice televisiva statunitense
- 22 settembre - Susanna Stabile, ex cestista e allenatrice di pallacanestro italiana
- 22 settembre - Fernanda Tavares, supermodella brasiliana
- 22 settembre - Maximiliano Velázquez, ex calciatore argentino
- 22 settembre - Marcus Wandt, astronauta svedese
- 23 settembre - Márton Báder, ex cestista ungherese
- 23 settembre - Marco Banchini, allenatore di calcio italiano
- 23 settembre - Neyde Barbosa, pallamanista angolana
- 23 settembre - Aubrey Dollar, attrice statunitense
- 23 settembre - Irene Fuhrmann, allenatrice di calcio e ex calciatrice austriaca
- 23 settembre - Márcio Glad, ex calciatore brasiliano
- 23 settembre - Jason Manns, cantautore statunitense
- 23 settembre - Tom Matera, wrestler statunitense
- 23 settembre - Leonardo Morsut, ex pallavolista italiano
- 23 settembre - Mattias Nylund, ex calciatore e allenatore di calcio svedese
- 23 settembre - Sämi Perren, ex sciatore alpino svizzero
- 23 settembre - Ruggero Razza, politico italiano
- 23 settembre - Giovanni Roselli, wrestler statunitense
- 23 settembre - Livio Sciandra, ex mezzofondista italiano
- 23 settembre - Syu, chitarrista giapponese
- 23 settembre - Dwight Thomas, ostacolista e velocista giamaicano
- 23 settembre - Şahin İmranov, pugile azero
- 24 settembre - Daniele Bennati, ex ciclista su strada e dirigente sportivo italiano
- 24 settembre - Diederik Boer, ex calciatore olandese
- 24 settembre - Anna Calvi, cantautrice britannica
- 24 settembre - Juliano Cazarré, attore brasiliano
- 24 settembre - Yannick Ferrera, allenatore di calcio e ex calciatore belga
- 24 settembre - Dougie Hall, rugbista a 15 scozzese
- 24 settembre - Luca Leofreddi, ex giocatore di calcio a 5 italiano
- 24 settembre - Sabrine Maui, ex attrice pornografica filippina
- 24 settembre - Sara McMann, artista marziale mista e lottatrice statunitense
- 24 settembre - Sizwe Ndlovu, canottiere sudafricano
- 24 settembre - Petri Pasanen, ex calciatore finlandese
- 24 settembre - Paulo Henrique Goes da Silva, giocatore di calcio a 5 brasiliano
- 24 settembre - Victoria Pendleton, ex pistard britannica
- 24 settembre - Tanit Phoenix, modella e attrice sudafricana
- 24 settembre - John Arne Riise, allenatore di calcio, dirigente sportivo e ex calciatore norvegese
- 24 settembre - Brian Stann, artista marziale misto statunitense
- 24 settembre - Jordi Torrás, dirigente sportivo e ex giocatore di calcio a 5 spagnolo
- 24 settembre - Aurélien Wiik, attore e regista francese
- 24 settembre - Oenone Wood, ex ciclista su strada australiana
- 25 settembre - Jeanne Added, cantautrice francese
- 25 settembre - Tomō Amino, ex cestista giapponese
- 25 settembre - Nataša Bekvalac, cantante serba
- 25 settembre - Jeremiah Bitsui, attore statunitense
- 25 settembre - Christina Bjordal, cantante norvegese
- 25 settembre - Stefano Boggia, ex ciclista su strada e ciclocrossista italiano
- 25 settembre - Antonio Bueno Delgado, ex cestista spagnolo
- 25 settembre - Īlias Charalampous, allenatore di calcio e ex calciatore cipriota
- 25 settembre - Federica Dal Rì, mezzofondista italiana
- 25 settembre - Luca Dello Iacovo, giornalista e blogger italiano († 2013)
- 25 settembre - Elio Germano, attore e regista teatrale italiano
- 25 settembre - T.I., rapper e attore statunitense
- 25 settembre - Matej Jug, arbitro di calcio sloveno
- 25 settembre - Walter López Castellanos, arbitro di calcio guatemalteco
- 25 settembre - Olivia Molina, attrice spagnola
- 25 settembre - Chris Owen, attore statunitense
- 25 settembre - Alessandro Parrello, regista, sceneggiatore e attore italiano
- 25 settembre - Patiparn Phetphun, calciatore thailandese
- 25 settembre - Andy Smith, ex calciatore nordirlandese
- 25 settembre - Nikola Žigić, allenatore di calcio e ex calciatore serbo
- 26 settembre - Valerio Amoroso, cestista italiano
- 26 settembre - Anthony Augustine, ex calciatore grenadino
- 26 settembre - Joshua Cohen, scrittore statunitense
- 26 settembre - Jane Darling, ex attrice pornografica ceca
- 26 settembre - Sékou Fofana, ex calciatore guineano
- 26 settembre - Patrick Friesacher, ex pilota automobilistico austriaco
- 26 settembre - Krzysztof Gajtkowski, ex calciatore polacco
- 26 settembre - Kazuki Ganaha, calciatore giapponese
- 26 settembre - Darko Matić, dirigente sportivo e ex calciatore croato
- 26 settembre - Cristina Odasso, attrice italiana
- 26 settembre - Igor Omrčen, ex pallavolista croato
- 26 settembre - Brooks Orpik, hockeista su ghiaccio statunitense
- 26 settembre - Aurélien Rougerie, ex rugbista a 15 francese
- 26 settembre - Daniel Sedin, ex hockeista su ghiaccio svedese
- 26 settembre - Henrik Sedin, ex hockeista su ghiaccio svedese
- 26 settembre - Enrico Tamburini, blogger e conduttore televisivo italiano
- 27 settembre - Asashōryū Akinori, lottatore di sumo mongolo
- 27 settembre - Elvin Beqiri, allenatore di calcio e ex calciatore albanese
- 27 settembre - Moony, cantante italiana
- 27 settembre - Olivier Kapo, ex calciatore ivoriano
- 27 settembre - Sabrina Lembo, scrittrice e traduttrice italiana
- 27 settembre - Sofia Mestari, cantante francese
- 27 settembre - Virginia Raffaele, comica, imitatrice e attrice italiana
- 27 settembre - Kayna Samet, cantante francese
- 27 settembre - Ilja Venäläinen, ex calciatore finlandese
- 27 settembre - Sergej Volkov, ex calciatore russo
- 27 settembre - Christian Walcher, ex hockeista su ghiaccio italiano
- 28 settembre - Patrick Brink, wrestler statunitense
- 28 settembre - Brigitta Callens, modella belga
- 28 settembre - Manuel Carrizo, ex cestista argentino
- 28 settembre - Elena Chrustalëva, ex biatleta russa
- 28 settembre - Viktorija Kljugina, ex altista russa
- 28 settembre - Pippo Mezzapesa, regista e sceneggiatore italiano
- 28 settembre - Sara Moretto, politica italiana
- 28 settembre - Benjamin Nicaise, allenatore di calcio e ex calciatore francese
- 28 settembre - Giordana Rocchi, ex ginnasta italiana
- 28 settembre - Maurice Smith, multiplista giamaicano
- 28 settembre - Luca Tedeschini, cestista italiano
- 29 settembre - Rinat Abdaşov, ex calciatore azero
- 29 settembre - Patrick Agyemang, ex calciatore ghanese
- 29 settembre - Ady An, attrice taiwanese
- 29 settembre - Răzvan Florea, nuotatore rumeno
- 29 settembre - Dallas Green, cantautore canadese
- 29 settembre - Kemal Izzet, ex calciatore inglese
- 29 settembre - Zdeněk Kroča, ex calciatore ceco
- 29 settembre - Zachary Levi, attore statunitense
- 29 settembre - Chrissy Metz, attrice statunitense
- 29 settembre - Yutaka Takahashi, allenatore di calcio e ex calciatore giapponese
- 29 settembre - Ümit Şamiloğlu, ginnasta turco
- 30 settembre - Virgil Abloh, designer, stilista e imprenditore statunitense († 2021)
- 30 settembre - Dante do Amaral, ex pallavolista brasiliano
- 30 settembre - Christian Cantwell, pesista statunitense
- 30 settembre - Francesco Costabile, regista e sceneggiatore italiano
- 30 settembre - Fiao'o Fa'amausili, ex rugbista a 15 e dirigente sportiva neozelandese
- 30 settembre - Fábio Deivson Lopes Maciel, calciatore brasiliano
- 30 settembre - Maja Gullstrand, cantante svedese
- 30 settembre - Martina Hingis, allenatrice di tennis e ex tennista slovacca
- 30 settembre - Stefan Lindemann, ex pattinatore artistico su ghiaccio tedesco
- 30 settembre - Raffaella Masciadri, dirigente sportiva e ex cestista italiana
- 30 settembre - Jakob Michelsen, allenatore di calcio danese
- 30 settembre - Shelley Olds, ex ciclista su strada e ex pistard statunitense
- 30 settembre - Catharine Pendrel, mountain biker e ciclocrossista canadese
- 30 settembre - Guillermo Rigondeaux, pugile cubano
- 30 settembre - Milagros Sequera, ex tennista venezuelana
- 30 settembre - Gert Steegmans, ex ciclista su strada belga
- 30 settembre - Toni Trucks, attrice statunitense
- 30 settembre - Brandon Woudstra, ex cestista statunitense